# Staat Damascus
De Staat Damascus (Frans:  État de Damas, Arabisch: دولة دمشق / Dawlat Dimashq) bestond van 1920 tot 1924 en was een van de zes staten die opgericht waren in het Frans Mandaat Syrië. De Staat Damascus bestond uit de gelijknamige hoofdstad Damascus en omliggend gebied en besloeg ook de steden Homs en Hama en de Orontes-vallei.

## Geschiedenis
De Staat Damascus werd op 3 september 1920 opgericht door de Franse generaal Henri Gouraud met Haqqi Al-Azm als president. Op 22 juni 1922 ging de Staat Damascus, samen met de Staat Aleppo en de Staat der Alawieten, deel uitmaken van de Syrische Federatie. Op 1 december 1924 kwam daaruit de Staat Syrië voort.